# Lit (commune d'Östersund)
Lit est une localité de Suède située dans la commune d'Östersund du comté de Jämtland. Elle couvre une superficie de 1,25 km2. En 2010, elle compte 1 040 habitants.